# Aldefjorden
61°18′42.451″N 4°50′32.006″Ø / 61.31179194°N 4.84222389°Ø
Aldefjorden er en 11 km lang fjord i Askvoll   kommune i Vestland fylke i Norge,  mellem Værlandet i vest og Atløy i øst. Fjorden ligger lige nord for indløbet til Vilnesfjorden, den yderste del af Dalsfjorden. Fjorden er opkaldt efter øen Alden, som ligger nordvest for Værlandet. En anden øpå nordsiden af fjorden, mellem Alden og Atløy, er Tvibyrge. På sydsiden ligger en række  holme og øer kaldet Kvitingane og Raudøy. Midt i fjorden ligger Senholmskjera. 
Det går færgeforbindelse  i fjorden fra landsbyen Askvoll på fastlandet og Værlandet.